# Una hija más
Una hija más es una serie de televisión, estrenada por Televisión española en 1991.

## Argumento
La vida de la familia Sánchez Valle, formada por el padre Demetrio la madre Ángeles, sus hijos Junior (de 18 años) y Dani (de 11 años) más la asistenta Nati, se ve alterada con la llegada de Amanda, una joven estudiante estadounidense que llega a España en intercambio de estudios. El choque cultural provocará no pocas situaciones esperpénticas que conforman el hilo argumental de esta serie.

## Reparto
- Miguel Rellán ...Demetrio
- Mercedes Sampietro ...Ángeles
- Patricia Overly ...Amanda
- Beatriz Carvajal ...Nati
- Achero Mañas ...Junior
- Zoe Berriatúa ...Dani
- Emilio Laguna